# Вятка
Вя́тка (також В'ятка; рос. Вя́тка, удм. Ватка́, тат. Нократ, Noqrat, лукомар. Виче, гірськомар. Вичӹ, д.-рус. Вѧтка) — річка у Європейській частині Росії, найбільша права притока річки Ками. Протікає територією Удмуртії, Кіровської області та Татарстану. Довжина 1314 км, площа басейну 129 тис. км².
Починається на Верхньокамській височині на півночі Удмуртії, впадає в Каму за 17 км нижче міста Мамадиш уже в Татарстані. Для Вятки характерні різкі зміни напрямку течії (з півночі на південний захід, а потім на південний схід) і велика звивистість на всьому протязі. Вятка — типово рівнинна річка, що тече здебільшого в широкій долині з пологими схилами. У нижній течії розширені й звужені ділянки долини чергуються через 1—5 км. Багато перекатів.
Живлення головним чином снігове. Середня річна витрата води становить 890 м³/с. Замерзає в першій половині листопада, скресає в другій половині квітня.

## Притоки

### Праві
- Седмікча
- Біла 96 км
- Мала Біла 19 км
- Осиновка 15 км
- Білозерка 12 км
- Боровка
- Ленєвка 15 км
- Пісковка 10 км
- Получумкосна 11 км
- Гавань 20 км
- Велика Туєска 14 км
- Велика Чудова 31 км
- Лоєвка 12 км
- Леб'яжа
- Березовка 29 км
- Сумчина 33 км
- Подрезчиха 59 км
- Бебеха 30 км
- Солона 30 км
- Кобра 324 км
- Осиновка 10 км
- Вобловиця 43 км
- Єфановка 21 км
- Орловиця 37 км
- Озерниця 37 км
- Летка 260 км
- Сверчиха 21 км
- Спіровка 11 км
- Нікулінка 32 км
- Сандаловка 26 км
- Плоска 16 км
- Починка
- Медянка 66 км
- Велика 163 км
- Хвощевиця 47 км
- Молома 419 км
- Вишкіль 26 км
- Шарянка 12 км
- Кокшага 24 км
- Піжма 305 км
- Кременка 19 км
- Лебедка 28 км
- Байса 60 км
- Буй 92 км
- Уржумка 109 км
- Кізерка 29 км
- Шурминка 25 км
- Ройка 31 км
- Аджимка 30 км
- Гоньбинка 26 км
- Шошма 105 км
- Малмижка
- Буртечка 15 км
- Бурець 50 км
- Ошторма 36 км
- Аллаук 23 км
- Консарка 11 км
- Шия 68 км
- Кумазанка 34 км
- Ошма 34 км

### Ліві
- Бадьяшур 13 км
- Морозовка 11 км
- Холуна 10 км
- Стругова 26 км
- Верхня Конинська 12 км
- Перм'янка 13 км
- Омутна 56 км
- Велика Бісера 50 км
- Бісерка 12 км
- Філіпповка 22 км
- Велика Озерниця 20 км
- Медведєвка 32 км
- Велика Таволжанка 40 км
- Вузька
- Чорна 38 км
- Велика Лекма 36 км
- Бартемка 23 км
- Нікітинка 15 км
- Барановка 14 км
- Грем'ячка 22 км
- Плоска 19 км
- Чорнушка 47 км
- Єлга 29 км
- Чорниця 22 км
- Захариха 12 км
- Карканка 10 км
- Чорна Холуниця 94 км
- Горевка 12 км
- Липовка 11 км
- Осем 12 км
- Язинка 17 км
- Іванцовка 48 км
- Осетровка 27 км
- Васильковка 10 км
- Турунка 19 км
- Плесниця 28 км
- Біла Холуниця 168 км
- Ужоговиця 22 км
- Пукачка 14 км
- Чепца 501 км
- Просниця 72 км
- Полой 26 км
- Хлиновка 18 км
- Люльченка 26 км
- Чахловиця 36 км
- Бистриця 166 км
- Істобниця 15 км
- Холуниця 23 км
- Язильниця 20 км
- Мурдюг 21 км
- Шарянка 12 км
- Кишкіль 67 км
- Шижма 50 км
- Березовка 18 км
- Чорнушка
- Суводь 50 км
- Ішетка 36 км
- Велика Ситьма 35 км
- Лудяна 91 км
- Воя 174 км
- Кайдоло 19 км
- Клюка
- Тулузка 18 км
- Мазик 27 км
- Немда 96 км
- Максанка 40 км
- Кільмезь 270 км
- Мунька 18 км
- Піжанка 18 км
- Рожка 34 км
- Порек 33 км
- Андрак
- Мелетка 39 км
- Арик
- Шабанка 46 км
- Казанка 50 км
- Пижманка 49 км
- Люга 72 км
- Ямишка 28 км
- Улюшка
- Луб'янка 40 км
- Ум'як 85 км
- Анзірка 46 км